# Pseudotropheus socolofi
Pseudotropheus socolofi és una espècie de peix d'aigua dolça de la família dels cíclids i de l'ordre dels perciformes. Poden assolir els 6,7 cm de longitud total.

## Distribució geogràfica
Es troba a l'Àfrica oriental: és una espècie de peix endèmica del llac Malawi.